# Malta ai Giochi della IX Olimpiade
Malta partecipò ai Giochi della IX Olimpiade, svoltisi ad Amsterdam, Paesi Bassi, dal 28 luglio al 12 agosto 1928,
con una delegazione di 9 atleti impegnati in 1 disciplina,
senza aggiudicarsi medaglie.

## Risultati

### Pallanuoto
| Atleta | Classifica                                                                                    |                  |
| --- | --------------------------------------------------------------------------------------------- | ---------------- |
| V · D · M Nazionale maschile maltese di pallanuoto · Giochi olimpici - Amsterdam 1928 Bonavia · M. Busietta · V. Busietta · Darmanin · Magri · Nappa · Pace · Rizzo · Vella · CT : - | 5°                                                                                            |                  |
| Nazionale maschile maltese di pallanuoto · Giochi olimpici - Amsterdam 1928 |                                                                                               |                  |
| Bonavia · M. Busietta · V. Busietta · Darmanin · Magri · Nappa · Pace · Rizzo · Vella · CT: -                                                                                        | Bonavia · M. Busietta · V. Busietta · Darmanin · Magri · Nappa · Pace · Rizzo · Vella · CT: - | Malta (bandiera) |

Ottavi di Finale
| 1928 | Lussemburgo | 3 – 1 | Malta |  |

Quarti di finale
| 1928 | Francia | 16 – 0 | Malta |  |